# Alcea assadii
Alcea assadii är en malvaväxtart som beskrevs av Pakravan. Alcea assadii ingår i släktet stockrosor, och familjen malvaväxter. Inga underarter finns listade i Catalogue of Life.